# Wilajet fergański
Wilajet fergański (uzb. Fargʻona viloyati, ros. Ферганская область) – jeden z 12 wilajetów Uzbekistanu ze stolicą w Ferganie. Znajduje się we wschodniej części kraju, na południowym krańcu kotliny fergańskiej. Według szacunków z roku 2011 zamieszkuje go 3 229 200 osób. 

## Geografia
Od północy sąsiaduje z wilajetem namangańskim, od wschodu z wilajetem andiżańskim, z kirgiskimi obwodami oszyńskim od południowego wschodu i batkeńskim od południa oraz z tadżyckim wilajetem sogdyjskim od zachodu.
Wilajet zajmuje równinne tereny kotliny fergańskiej, które opadają w kierunku zachodnim. Przez terytorium przebiega jedna większa rzeka – Syr-Daria oraz kilka mniejszych pochodzących z lodowców w górach Ałajskich: Isfara, So‘x, Isfayramsoy i Shohimardonsoy.
Znajdują się tu złoża złota, srebra, wolframu, żelaza, miedzi, boksytu, granitu, węgla, marmuru, kwarcu, gazu ziemnego i ropy naftowej.

## Podział administracyjny
Wilajet fergański dzieli się na 15 tumanów oraz 4 miasta administrowane regionalnie.
| Miasto    | Ludność (różne lata) | Powierzchnia [km²] | Gęstość zaludnienia [os./km²] |
| --------- | -------------------- | ------------------ | ----------------------------- |
| Fergana   | 234.700              | 70                 | 3353                          |
| Kokand    | 216.700              | 40                 | 5418                          |
| Quvasoy   | 74.500               | 264                | 282                           |
| Margʻilon | 197.900              | 40,8               | 4850                          |

| Tuman       | Siedziba   | Ludność (różne lata) | Powierzchnia [km²] | Gęstość zaludnienia [os./km²] |
| ----------- | ---------- | -------------------- | ------------------ | ----------------------------- |
| Bagʻdod     | Bagʻdod    | 140.800              | 330                | 426                           |
| Beshariq    | Beshariq   | 175.900              | 780                | 226                           |
| Buvayda     | Buvayda    | 173.000              | 280                | 618                           |
| Dangʻara    | Dangʻara   | 122.400              | 450                | 272                           |
| Fergana     | Vodil      | 168.500              | 620                | 272                           |
| Furqat      | Navbahor   | 88.700               | 310                | 286                           |
| Oltiariq    | Oltiariq   | 166.000              | 630                | 263                           |
| Oʻzbekiston | Yaypan     | 181.100              | 690                | 262                           |
| Qoʻshtepa   | Langar     | 137.300              | 390                | 352                           |
| Quva        | Quva       | 187.000              | 437                | 428                           |
| Rishton     | Rishton    | 150.200              | 310                | 485                           |
| So‘x        | Ravon      | 58.900               | 352                | 167                           |
| Toshloq     | Toshloq    | 134.900              | 240                | 562                           |
| Uchkoʻprik  | Uchkoʻprik | 164.000              | 280                | 586                           |
| Yozyovon    | Yozyovon   | 71.600               | 410                | 175                           |

## Gospodarka
Najbardziej rozwinięty przemysłowo region Uzbekistanu. Jest jednym z uzbeckich centrów wydobycia oraz przetwórstwa ropy naftowej; produkcji energii elektrycznej, nawozów, włókien chemicznych i materiałów budowlanych; wydobycia wapnia, żwiru, marmuru, siarki, ozokerytu; budowy maszyn, przemysłu włókienniczego i spożywczego, jedwabnictwa oraz rolnictwa (głównie uprawy zbóż, owoców i warzyw).

## Transport
Na terenie wilajetu położony jest jeden międzynarodowy port lotniczy – port lotniczy Fergana, który obsługuje połączenia krajowe z Taszkentem i Bucharą oraz międzynarodowe z Moskwą, Petersburgiem, Noworosyjskiem i Kazaniem.
Znajduje się tu także kolej z dworcem w Kokandzie i rozlicznymi stacjami na terenie regionu.